# Frida Blom
Frida Felicia Blom, född 25 december 1976 i Stockholm, är en svensk PR-konsult. Hon var ordförande i Svenska freds- och skiljedomsföreningen 2003–2007. Hon var sommarvärd 9 juli 2004.
Sedan 2012 är Frida Blom konsult på PR-byrån Westander.
Hon har avlagt filosofie kandidatexamen i statsvetenskap från Stockholms universitet och filosofie magisterexamen från institutionen för freds- och konfliktforskning vid Uppsala universitet.

## Priser och utmärkelser
- 2008 Eldh-Ekblads fredspris